# Dasyhelea sericata
Dasyhelea sericata är en tvåvingeart som först beskrevs av Johannes Winnertz 1852.  Dasyhelea sericata ingår i släktet Dasyhelea och familjen svidknott. Inga underarter finns listade i Catalogue of Life.